# Condyloppia condylifer
Condyloppia condylifer är en kvalsterart som först beskrevs av Hammer 1979.  Condyloppia condylifer ingår i släktet Condyloppia och familjen Oppiidae. Inga underarter finns listade i Catalogue of Life.